# Del Cameron
Adelbert "Del" Cameron, född 20 juni 1920, död 25 maj 1979, var en amerikansk travtränare och travkusk. Han valdes in Harness Racing Hall of Fame 1974.

## Biografi
Del Cameron föddes i Harvard i delstaten Massachusetts. 1944 flyttade Cameron till Pinehurst i North Carolina tillsammans med sin fru och två barn. Där skulle han även träna hästar på vintrarna i mer än 30 år.
Cameron har segrat i Hambletonian Stakes, ett av de tre loppen i Triple Crown of Harness Racing for Trotters, med tre olika hästar. Newport Dream 1954, Egyptian Candor 1965 och Speedy Streak 1967. Utöver segrarna i Hambletonian Stakes har Cameron segrat i Little Brown Jug (1947, 1951), ett av de tre loppen i Triple Crown of Harness Racing for Pacers.
Under karriären tog Cameron totalt 1 358 lopp, och körde in mer än 4,7 miljoner dollar i prispengar. Han deltog i 1975 års upplaga av Elitloppet på Solvalla, där han körde egentränade Quick Work, som han slutade två med i finalheatet.
Travtränaren och travkusken Bruce Nickells, som 2016 valdes in i Harness Racing Hall of Fame, arbetade två år som andretränare hos Cameron. Stanley Dancer tog sin första seger i Hambletonian Stakes med Egyptian Candor, tränad av Cameron 1953.
Cameron avled av en hjärtattack den 25 maj 1979 i Wilmington, Delaware.

## Större segrar i urval
| År   | Lopp                | Häst            | Tränare        |
| ---- | ------------------- | --------------- | -------------- |
| 1947 | Little Brown Jug    | Forbes Chief    | Del Cameron    |
| 1951 | Little Brown Jug    | Tar Heel        | Delvin Miller  |
| 1952 | Little Brown Jug    | Meadow Rice     | Delvin Miller  |
| 1954 | Hambletonian Stakes | Newport Dream   | Del Cameron    |
| 1965 | Hambletonian Stakes | Egyptian Candor | Stanley Dancer |
| 1967 | Hambletonian Stakes | Speedy Streak   | Frank Ervin    |